# Deaf Studies

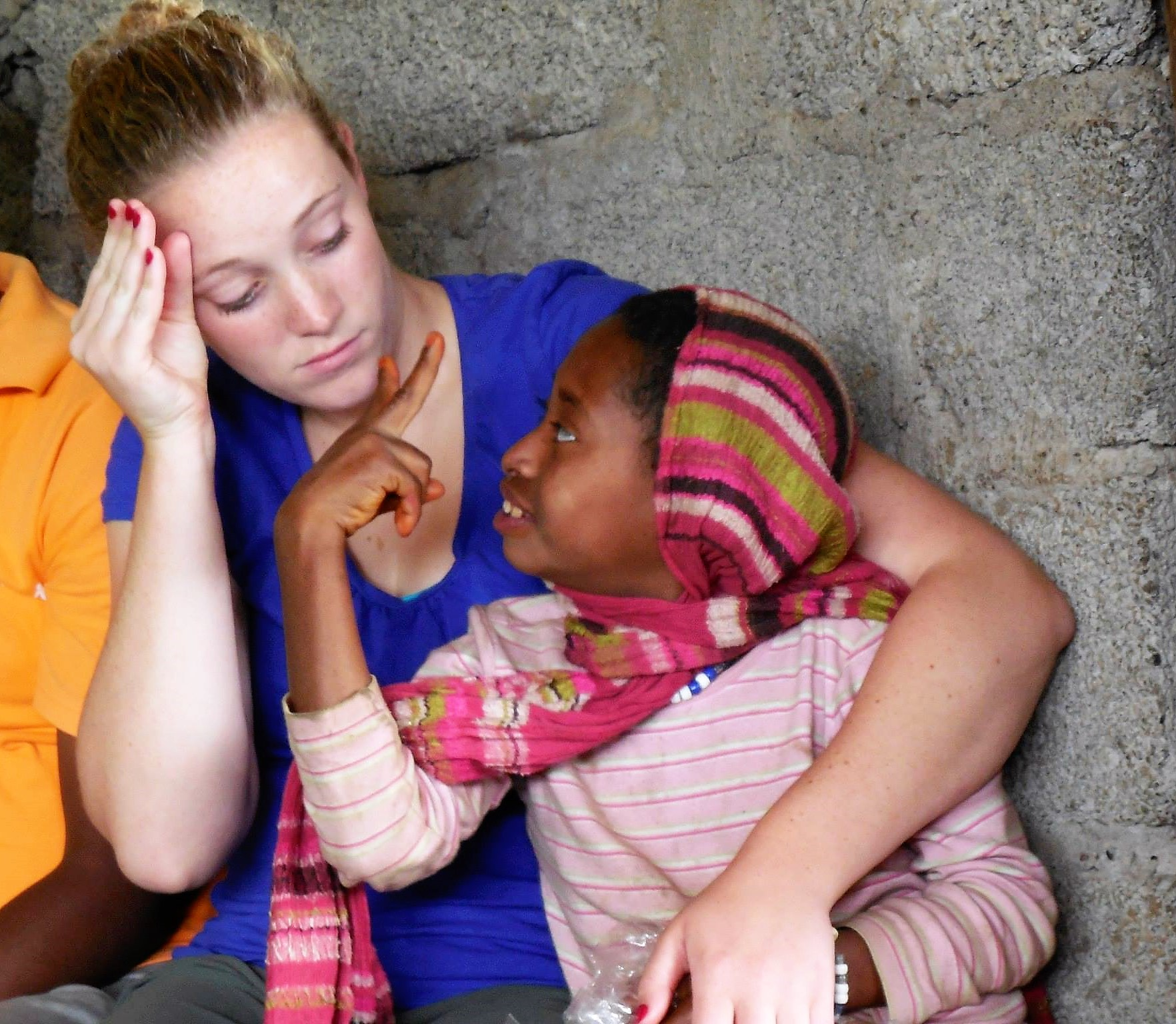
Die Entstehung der Deaf Studies wurde durch die Erkenntnis erleichtert, dass Gebärdensprachen echte Sprachen sind.

Deaf studies (Gehörlosenstudien) ist eine akademische Disziplin, die sich mit dem Studium des sozialen Lebens von Gehörlosen in menschlichen Gruppen und Einzelpersonen befassen. Sie bilden ein interdisziplinäres Feld, dass Inhalte, Kritiken und Methoden aus Anthropologie, Kulturwissenschaften, Wirtschaft, Geographie, Geschichte, Politikwissenschaft, Psychologie, Sozialwissenschaften und Soziologie integriert. Das Feld konzentriert sich auf die Sprache, Kultur und das Leben von Gehörlosen aus der sozialen statt der medizinischen Perspektive.
Unter Deaf Studies versteht man auch die wissenschaftliche Untersuchung von Aspekten der Welt, die mit Gehörlosigkeit zu tun haben.
Die Deaf Studies sind auch ein Bestandteil in der Ausbildung zum Gebärdensprachdolmetscher und beim Studium von Gebärdensprachen.

## Hintergrund
Die Deaf Studies entstanden mit der Erkenntnis, dass Gehörlose eine Kultur haben und dass diese Kultur einzigartig ist, was alternative Wege erfordert, diesen Bevölkerungsteil außerhalb pathologischer Rahmenbedingungen zu verstehen. Die University of Bristol begann 1984, den Begriff „Gehörlosenforschung“ zu verwenden, nachdem 1978 das Centre for Deaf Studies gegründet worden war. Wissenschaftler begannen, sich mit dem Fachgebiet zu identifizieren,  insbesondere nachdem in den späten 1970er- bis in die 1980er-Jahre in Großbritannien und den USA Studiengänge mit Abschluss in Deaf Studies entstanden. Der erste Masterstudiengang in Deaf Studies wurde 1992 an der University of Bristol eingeführt.

## Bereiche
Das Studium des Lebens von Gehörlosen beinhaltet das Lernen über ihre Kultur, Gebärdensprache, Geschichte und ihre Menschenrechte. Sich mit Deaf Studies zu beschäftigen bedeutet, sich auf die soziologischen, historischen und linguistischen Aspekte von Gehörlosen und Hörgeschädigten zu konzentrieren. In diesem Rahmen bereitet es den Einzelnen auf die Arbeit mit Gehörlosen und Hörgeschädigten vor. Wer an diesem Studiengebiet teilnimmt und sich ihm anschließt, setzt sich für einen Wandel der Ansichten und Sichtweisen der Gesellschaft in Bezug auf Gehörlose ein. Manche Sichtweisen der Gesellschaft im Allgemeinen, etwa die Überzeugung, dass Gehörlosigkeit eine Behinderung sei, können dazu führen, dass Deaf Studies mit dem Gebiet der Disability Studies in Verbindung gebracht werden, obwohl nicht alle Gehörlosen der Meinung sind, dass Gehörlosigkeit mit Behinderungen in Verbindung gebracht werden sollte. Es gibt auch eine Überschneidung dieser Felder in der Erforschung von Menschen, die Deaf plus sind, also sowohl gehörlos als auch behindert.
Zu den Deaf studies gehört das Studium von:
- Gehörlosenkultur
- berühmten gehörlosen Leuten
- Gebärdensprache
- Geschichte der Gehörlosen
- Körpersprache
- soziale und persönliche Fähigkeiten

## Verbände für Deaf Studies
- United States
  - CSUN Deaf Studies Association, Northridge, California
- United Kingdom
  - The British Association of Teachers of the Deaf